# Шульгін Лог
Шу́льгін Лог (рос. Шульгин Лог) — село у складі Совєтського району Алтайського краю, Росія. Адміністративний центр Шульгін-Лозької сільської ради.

## Населення
Населення — 801 особа (2010; 824 у 2002).
Національний склад (станом на 2002 рік):
- росіяни — 93 %